# Camillo Benso Cavour

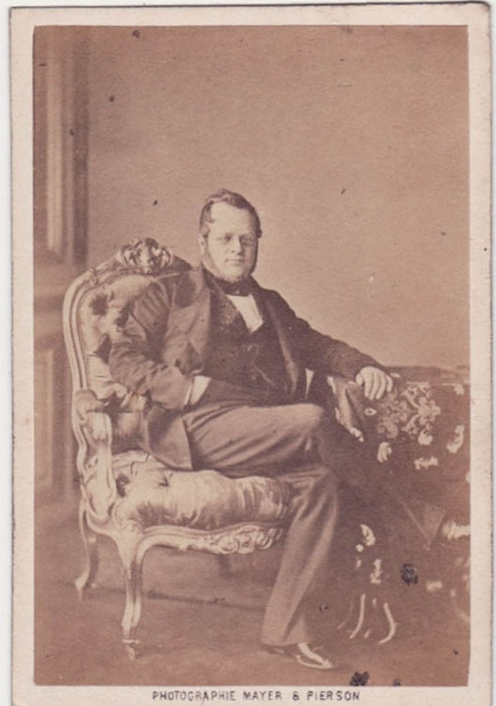
Mayer et Pierson: Camillo Benso Cavour

Camillo Benso, hrabě Cavour celým jménem: Camillo Paolo Filippo Giulio Benso, hrabě Cavour, Isolabella a Leri (10. srpna 1810 Turín – 6. června 1861 Turín) byl piemontský resp. italský šlechtic, podnikatel, politik a státník, jedna ze zásadních postav, podílejících se na sjednocení Itálie (risorgimenta). V roce 1861 se stal prvním italským premiérem (předsedou vlády). Předtím byl v letech 1852–1859 a 1860–1861 premiérem Sardinského království.
Patřil ke skupině monarchistů, která usilovala o sjednocení Itálie pod vládou savojské dynastie. Účastí v krymské válce získal podporu Velké Británie a Francie. V roce 1858 uzavřel tajnou dohodu s Napoleonem III., na jejímž základě Francie následujícího roku vojensky podpořila Sardinské království ve válce s Rakouskem. Jako protivník demokratických republikánů (Mazziniho a Garibaldiho) prosadil pro sjednocenou Itálii v roce 1861 monarchickou státní formu (království).

## Život před vstupem do politiky
Camillo Benso pocházel ze zámožné piemontské šlechtické rodiny. Jeho otec Michele byl římský katolík a vlastenec, matka Adele pocházela z kalvínské rodiny ženevských patricijů. Babička z otcovy strany byla neteří svatého Františka Saleského. Rodina mu předurčila vojenskou kariéru. Vystudoval pět tříd královské vojenské akademie v Turíně a roku 1825 − již ve 14 letech – se stal důstojníkem piemontsko-sardinské armády. V letech 1826-1827 absolvoval kurs fortifikační techniky. V roce 1831 kvůli svým liberálním názorům z armády odešel, načež modernizoval rodové statky a úspěšně podnikal také v oblasti železnic a bankovnictví. Na cestách po Francii a Velké Británii se seznámil s ekonomickým liberalismem. V roce 1847 založil časopis Il Risorgimento (vzkříšení, obroda), do něhož psal politické a ekonomické články.

## Zásluhy při sjednocování Itálie
V roce 1848 propukla v Itálii a dalších evropských zemích revoluce a Cavour se z vlasteneckých pohnutek rozhodl vstoupit do politiky. Stal se poslancem sardinského parlamentu, v letech 1850–1851 byl ministrem obchodu a roku 1852 se stal premiérem Sardinského království, což byl státní útvar sdružující Savojsko, Piemont a Janovsko (dnešní Ligurie) v severní Itálii a ostrov Sardinii. Usiloval o liberalizaci hospodářství a politiky a zejména o sjednocení Itálie, dosud rozdrobené na řadu větších a menších států a z velké části ovládané Habsburky. 
Díky jeho reformám se ze Sardinského království stal (hlavně díky Piemontu) bohatý průmyslový stát hrající významnou roli v evropské politice a trhu. Cavour se snažil utlumit vliv dvorské kliky i aktivity radikálů a revolucionářů. Zavedl svobodu tisku a shromažďování. Posílil armádu a navázal spojenectví s císařskou Francií Napoleona III., neboť oba státy měly zájem na oslabení Rakouska. Roku 1859 jejich spojené armády vtrhly do Lombardie a zvítězily u Magenty a Solferina. Benátsko ale dobyto nebylo, protože Napoleon III., obávající se zapojení Pruska do konfliktu, uzavřel v listopadu 1859 v Curychu (proti vůli Cavoura a sardinského krále Viktora Emanuela II.) s rakouským císařem Františkem Josefem I. mír. 
Ten zaručoval odstoupení bohaté a lidnaté Lombardie Sardinskému království a vytvoření italské konfederace pod předsednictvím papeže (tehdy Pius IX.). Proti tomu se ale vzbouřilo obyvatelstvo menších středoitalských států Toskánska, Parmy, Modeny a Romagny a plebiscitem se rozhodlo o připojení i těchto území k Sardinskému království. Napoleon III. souhlasil pod podmínkou odstoupení Savojska a Nizzy Francii.

## Vrchol risorgimenta a odkaz
V roce 1860 se italský revolucionář Giuseppe Garibaldi postavil do čela tzv. výpravy „tisíce“, během níž se přeplavil z Janova na Sicílii, s podporou místních povstalců dobyl Království obojí Sicílie (tedy celý italský jih) a Umbrii v papežském státě a „předal“ je sardinskému králi Viktoru Emanuelovi II.
Po těchto událostech bylo 17. března 1861 v Turíně vyhlášeno Italské království v čele s králem Viktorem Emanuelem II., a Cavour se tedy dočkal uskutečnění svého celoživotního snu. Plynule přešel do funkce premiéra nového státu a ocitl se na vrcholu své kariéry. Dlouhodobé fyzické i psychické vypětí se na něm však těžce podepsalo. Zanedlouho se nakazil malárií a nemoci, v kombinaci s opakovaným pouštěním žilou, podlehl.
Risorgimento bylo v zásadě dokončeno během následující dekády, kdy se Itálie ještě rozrostla o Benátsko (1866) a zbytek papežského státu včetně Říma (1870), který se v lednu 1871 stal hlavním městem království. Zbylé části dnešní Itálie (jižní Tyrolsko, Terst, Tarvisio) byly získány až po první světové válce.
Přestože jím prosazovaná monarchie vydržela jen 85 let (byla zrušena roku 1946 v důsledku druhé světové války), je Cavour v Itálii stále uctíván jako jeden ze sjednotitelů národa, jsou po něm nazývány hlavní městské třídy, náměstí, stanice metra a pod.